# Rave
Rave er en subkultur med fokus på fester med elektronisk musik.

## Historie
I 1990'erne var det almindeligt at bruge udtrykket rave ikke kun om den moderne, urbane dansekultur, men også som en samlet betegnelse for moderne, hård og elektronisk baseret dansemusik, ofte i forbindelse med betegnelser som house, dance, trance og techno. Der er også mange sidegrene i de forskellige genrer, såsom "hardhouse", osv.
Rave-kultur er tæt knyttet til den eksplosive udvikling af moderne informationsteknologi. Udviklingen på dette område sprængte de fleste begrænsninger for fantasien i 1990'erne. Et ord, der ofte er blevet brugt, er "cyber-kultur". Rave-kulturen har mange ideologiske kendetegn der minder om hippikulturens værdier ved udgangen af 1960'erne. På housepartierne sås psykedelisk tøj og åbenlys brug af narkotika. En "fred og kærlighed"-filosofi blev igen moderne.
Ravekulturen viser sig at have stor lighed med hippieideologien: en stærk interesse for det eksotiske og alternative, stammepræg og ældgammmel åndelighed. Faktisk blev Goa i Indien et Mekka (kultsted) for raves i 1990'erne. Den samme strand var en destination for hippier i 1960'erne. Flere cd'er kaldet Goa trance med en lidt "syret" trance har været på markedet siden midten af 1990'erne.
I musikken finder vi slogans som "red jorden", "kærlighed og fred", osv. Disc jockeyen er en central skikkelse i rave-kulturen. Et meget berømt slogan i Rave-kulturen er "Plur", der står for fred, kærlighed, sammenhold og respekt.

## Kendte rave
- Qlimax
- Mayday
- Masters of Hardcore
- Nightmare in Rotterdam
- Defqon.1
- Slitage & Wizardry
- Love Parade
- Senastion Black
- Sensation White
- Trance Energy
- Mysteryland
- Vuuv
- Fullmoon
- Hård Jävla Kärna
- Technostate
- Love Forest
- Blommor & Bin
- Octocore
- Thunderdome